# Radzice (gromada)
Radzice (alt. Radzice Duże) – dawna gromada, czyli najmniejsza jednostka podziału terytorialnego Polskiej Rzeczypospolitej Ludowej w latach 1954–1972.
Gromady, z gromadzkimi radami narodowymi (GRN) jako organami władzy najniższego stopnia na wsi, funkcjonowały od reformy reorganizującej administrację wiejską przeprowadzonej jesienią 1954 do momentu ich zniesienia z dniem 1 stycznia 1973, tym samym wypierając organizację gminną w latach 1954–1972.
Gromadę Radzice z siedzibą GRN w Radzicach (Dużych) utworzono – jako jedną z 8759 gromad na obszarze Polski – w powiecie opoczyńskim w woj. kieleckim, na mocy uchwały nr 13g/54 WRN w Kielcach z dnia 29 września 1954. W skład jednostki weszły obszary dotychczasowych gromad: Radzice Duże, Radzice Małe, Świerczyna i Werówka ze zniesionej gminy Drzewica oraz Giełzów ze zniesionej gminy Opoczno w tymże powiecie. Dla gromady ustalono 20 członków gromadzkiej rady narodowej.
31 grudnia 1959 do gromady Radzice przyłączono wieś Trzebina ze zniesionej gromady Wygnanów.
1 stycznia 1969 do gromady Radzice przyłączono wsie Brzuza i Idzikowice ze zniesionej gromady Libiszów.
Gromada przetrwała do końca 1972 roku, czyli do kolejnej reformy gminnej.